# Bunker Hill Village (Teksas)
Bunker Hill Village je grad u američkoj saveznoj državi Teksas. Prema popisu stanovništva iz 2010. u njemu je živjelo 3.633 stanovnika.